# Xylophanes trilineata
Xylophanes trilineata är en fjärilsart som beskrevs av Walker 1864. Xylophanes trilineata ingår i släktet Xylophanes och familjen svärmare. Inga underarter finns listade i Catalogue of Life.